# Lennoòidies
Lennooideae és una subfamília de plantes amb flors que són plantes paràsites (holoparàsites). Es troben al sud-oest d'Amèrica del Nord i el nord-oest d'Amèrica del Sud.
Tradicionalment es considerava com una família, les Lennoaceae però l'ordre on s'ubicaven variava segons els taxonomistes. Actualment es posen en el clade "Euasterids I", i com a subfamília de Boraginaceae.
Aquesta subfamília té una distribució disjunta, es troba a Colòmbia i també en una zona separada del sud-oest d'Amèrica del Nord, cobrint parts de Califòrnia, Arizona i Mèxic. Consta de 3 gèneres, Ammobroma, Lennoa i Pholisma, amb unes cinc espècies, incloent el desert Christmas tree, Pholisma arenarium i Pholisma sonorae.
Són plantes suculentes herbàcies sense clorofil·la. Les fulles estan reduïdes a curtes escates i són completament paràsites (holoparàsites) de les rels dels seus hostes, que són típicament dels gèneres Clematis, Euphorbia,i diverses asteràcies llenyoses.